# Tunisair

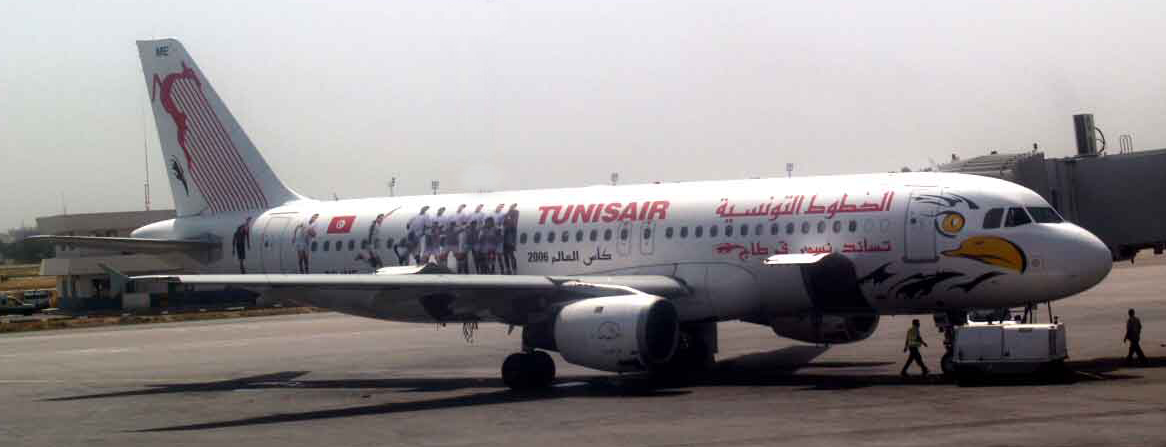
Tunisair A320

Tunisair bildades 1948 och är ett tunisiskt flygbolag med 101 destinationer. Bolaget trafikerade tidigare Stockholm-Arlanda, men flyger idag (februari 2013) inte längre till Sverige.
Tunisair har 34 flygplan (juni 2015):
- 3 Airbus A300-600
- 4 Airbus A319-100
- 17 Airbus A320-200
- 1 Airbus A330-200
- 2 Boeing 737-500
- 7 Boeing 737-600

## Historisk flotta
Tunisair har tidigare flugit bl.a.
- Boeing 727
- Boeing 737-200, -300
- Caravelle
- Douglas DC-3/C-47
- Douglas DC-4
- Nord 262